# Wynberg
Wynberg ist ein südlicher Stadtteil von Kapstadt in der südafrikanischen Provinz Westkap. 2011 hatte er 14.472 Einwohner. Er ist ein Verkehrsknotenpunkt für die Southern Suburbs, die „Südlichen Vorstädte“ von Kapstadt. So befindet sich in Wynberg eine Station der Metrorail Kapstadt (Southern Line). Wynberg liegt dabei zwischen Plumstead und Kenilworth. 
| Kirstenbosch, Bishopscourt | Kenilworth                                  | Lansdowne             |
| Klaassenbosch, Glen Dirk   | Kompassrose, die auf Nachbargemeinden zeigt | Ottery, Wetton        |
| Silverhurst, Constantia    | Plumstead                                   | Plumstead, Cape Flats |

## Persönlichkeiten
- Tikvah Alper (1909–1995), Physikerin und Radiobiologin
- Reginald September (1923–2013), Anti-Apartheid-Aktivist, geboren in Wynberg
- Farid Esack (* 1959), islamischer Theologe und politischer Aktivist
- Alexander Heath (* 1978), Skirennläufer